# 相模原市立千木良小学校
相模原市立千木良小学校（さがみはらしりつ ちぎらしょうがっこう）は、神奈川県相模原市緑区千木良にある公立小学校。

## 沿革
- 1873年（明治6年）11月7日 - 「第1大学区第29中学区114番小学千木良学校」として、遍照院跡に開校。
- 1884年（明治17年） - 千木良村・小原町・与瀬駅の連合戸長役場開設により、「小原町外二駅公立千木良小学校」と改称。
- 1892年（明治25年） - 「千木良村立千木良小学校」と改称。
- 1900年（明治33年）6月1日 - 豊岡672番地に新校舎を建築。
- 1911年（明治44年） - 「小原町外二ケ駅村組合立尋常高等東千与原小学校」と改称。
- 1917年（大正6年）
  - 1月1日 - 「千木良村立尋常高等小学校」を創設。
  - 3月31日 - 千木良10番地（現在地）に校舎移転。
- 1927年（昭和2年）5月5日 - 木造2階校舎が完成。
- 1941年（昭和16年）4月1日 - 国民学校令により、「千木良村立千木良国民学校」と改称。
- 1947年（昭和22年）4月1日 - 学制改革により、「千木良村立千木良小学校」と改称。
- 1950年（昭和25年）11月25日 - 創立50周年（明治33年(西暦1900年)を起算）式典挙行。
- 1954年（昭和29年）8月18日 - 木造2階校舎が完成。
- 1955年（昭和30年）1月1日 - 昭和の大合併により、「相模湖町立千木良小学校」と改称。
- 1957年（昭和32年）8月26日 - プール建設。
- 1960年（昭和35年）10月9日 - 校旗制定。
- 1961年（昭和36年）11月29日 - 創立60周年式典挙行。校旗制定。
- 1979年（昭和54年）4月1日 - 国際児童年を記念し、タイムカプセルを埋蔵。泰山木を植樹。
- 1980年（昭和55年）6月1日 - 創立100周年記念挙行。同日、11月7日を開校記念日と定めた。
- 1988年（昭和63年）9月17日 - 鉄筋3階建新校舎（現:本館）と屋内体育館が完成。
- 1993年（平成5年）6月12日 - 新プール（25m×13m）完成。
- 1997年（平成9年）12月23日 - 新校舎（現:新館）完成（生活室・特別教室・コンピュータールーム等）。
- 2003年（平成15年）3月28日 - ビオトープ完成。
- 2006年（平成18年）3月20日 - 平成の大合併により、「相模原市立千木良小学校」と改称。
- 2009年（平成21年）1月20日 - 校内LAN設置完了。コンテンツサーバー設置。
- 2010年（平成22年）9月17日 - 地デジ共聴受信設備設置。
- 2011年（平成23年）2月1日 - スクールニューディール政策により、50インチテレビ10台設置。
- 2012年（平成24年）3月20日 - 図書室ブラインド設置完了。
- 2013年（平成25年）3月30日 - 校庭防球ネット追加工事と体育館ガラス飛散防止フイルム貼付作業完了。停電時非常用発電機を体育館横に設置。
- 2023年（令和5年）11月7日 - 創立150周年記念式典挙行。

## 通学区域
- 相模原市緑区[1]
  - 小原（1～418番・2097～2109番）
  - 千木良（全域）
  - 与瀬（1488～1526番）

## 進学中学校
- 相模原市緑区
  - 相模原市立北相中学校

## 学校周辺
- 国道20号線
- 千木良公民館
- 神奈川県道515号三井相模湖線
- 相模原市立千木良診療所

## アクセス
- 神奈川中央交通「湖28」系統で、「千木良小学校前」バス停（県道515号線上）下車後、徒歩約185m・約3分。
- 神奈川中央交通「八07」・「湖29」の各系統で、「岡本」バス停（国道20号線上）下車後、徒歩約340m・約5分。
  - 「岡本」バス停から学校敷地内まで、直線距離では近いが、校門（正門）までは道路の関係で遠回りとなる。また、神奈中バス「八07」・「湖29」の各系統は、運行本数が僅少である。